# Chiesa di Sant'Anselmo all'Aventino
La Basilica di Sant'Anselmo all'Aventino è un edificio di culto di Roma, nel rione Ripa, in piazza dei Cavalieri di Malta. Assieme al monastero annesso forma la Badia Primaziale dell'ordine dei Benedettini.

## Storia e descrizione
La chiesa è di recente costruzione; essa, infatti, risale alla fine dell'Ottocento e venne costruita secondo il progetto dell'architetto Francesco Vespignani tra il 1892 e il 1896, su un terreno acquistato dal Vaticano con atto a firma del notaio Tito Firrao del 13.10.1892 dal nobile Giulio Sacchetti (figlio del marchese Urbano). Il terreno venne quindi donato dalla Santa Sede alla congregazione dei Benedettini, che ne fecero, con l'annesso monastero e l'Università Teologica, il loro centro a Roma, nonché sede della cattedra dell'Abate Primate dell'Ordine.
La chiesa è in stile neoromanico, costruita dal Vespignani su progetto dell'abate benedettino belga Ildebrando de Hemptinne. L'interno si presenta a tre navate, divise tra loro da colonne di granito, con soffitto a capriate e abside decorata a mosaico; enorme è la cripta a cinque navate. La chiesa è costruita sui resti di una domus romana del II-III secolo d.C. (visibili nei sotterranei della chiesa); da questa domus proviene un mosaico, conservato nel monastero, raffigurante il Mito di Orfeo.
La chiesa è nota, soprattutto ai romani, per le esecuzioni di canto gregoriano offerte dai monaci durante le celebrazioni liturgiche domenicali. Inoltre dal 1962 è il punto di partenza della processione penitenziale presieduta dal Papa il mercoledì delle Ceneri, e che termina alla basilica di Santa Sabina dove viene celebrata la prima messa stazionale della quaresima.
Accanto alla chiesa hanno sede il Pontificio Ateneo Sant'Anselmo e il Pontificio Istituto Liturgico.

## Galleria d'immagini

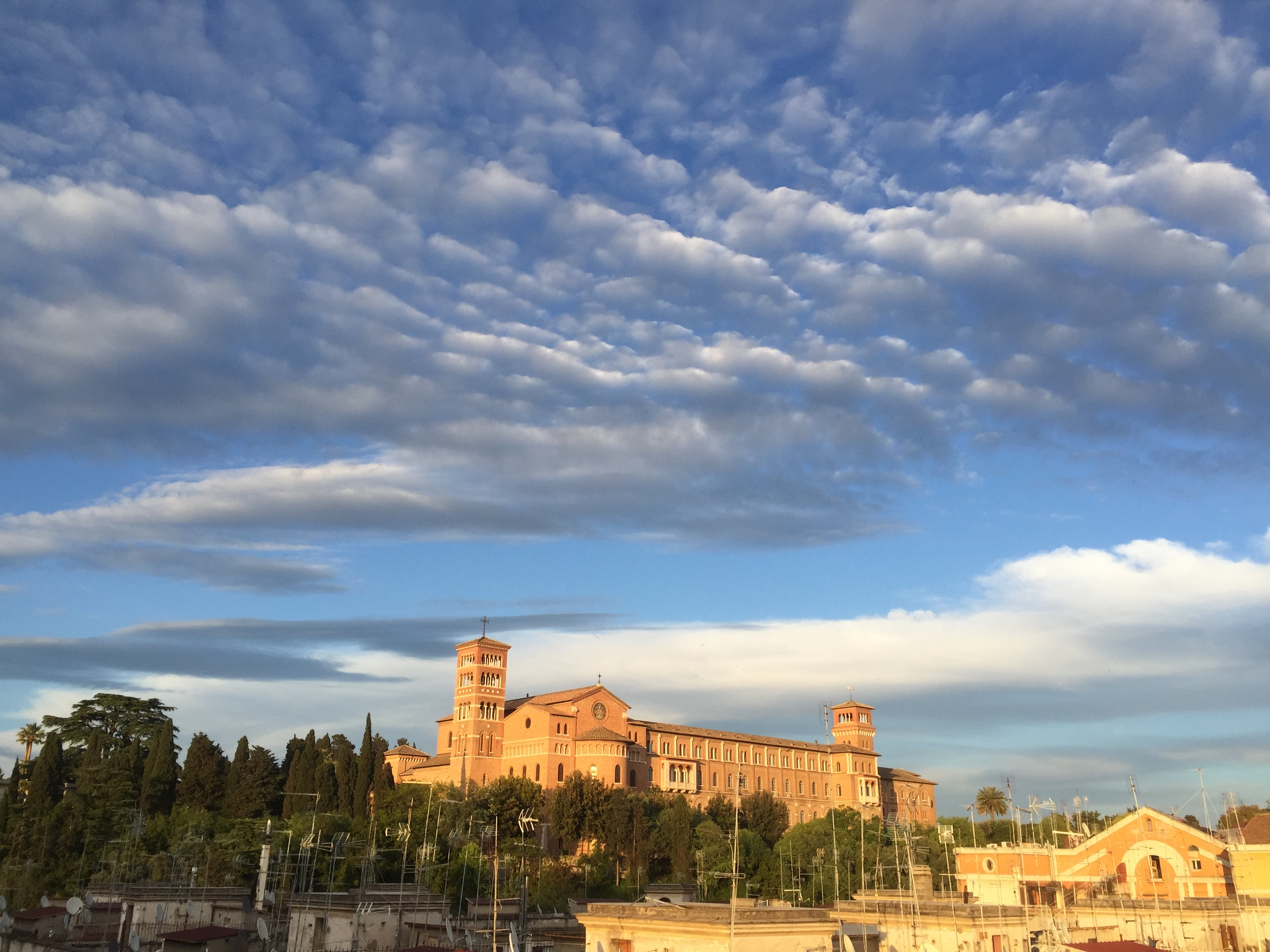
Vista da Sud
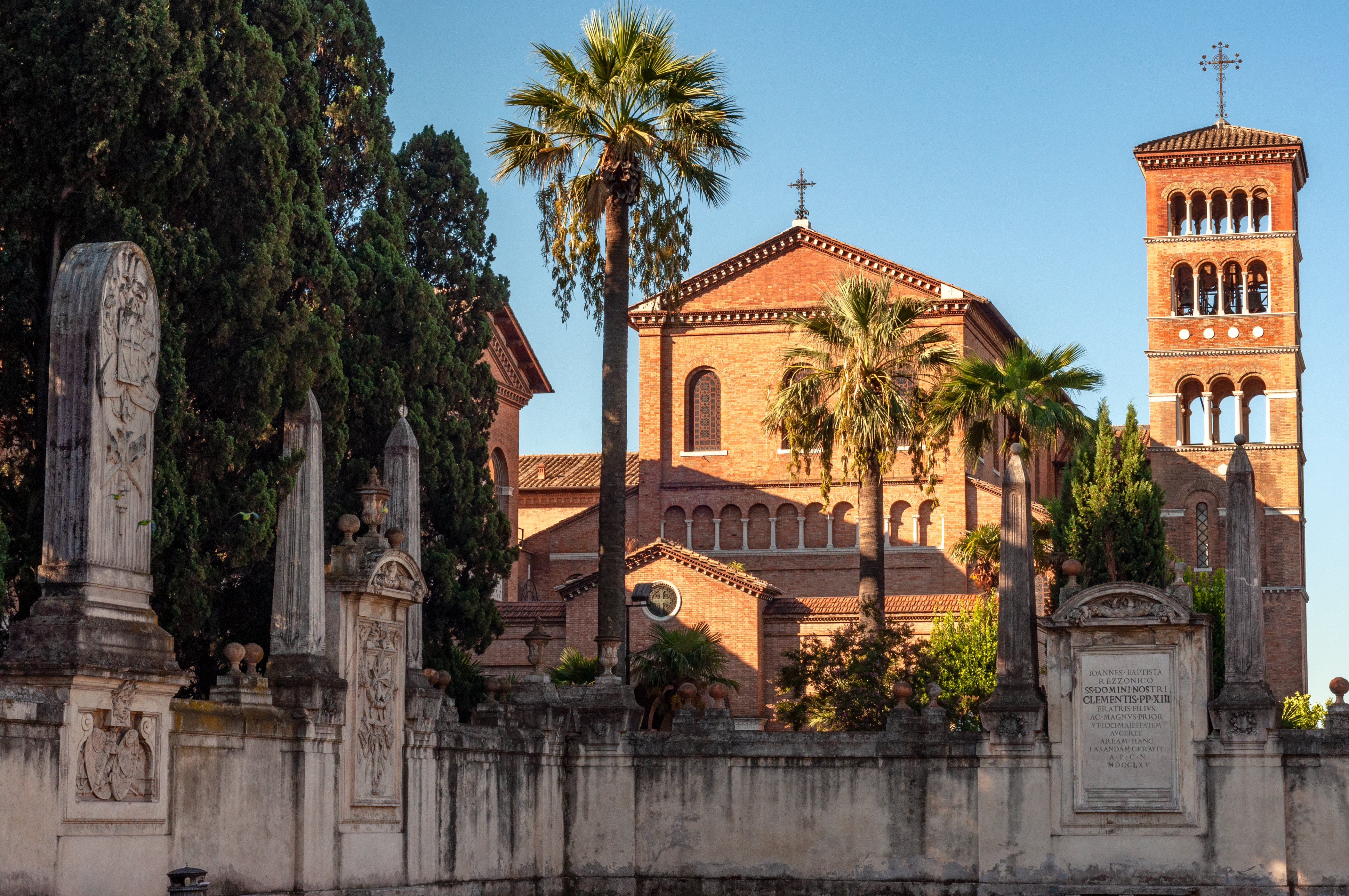
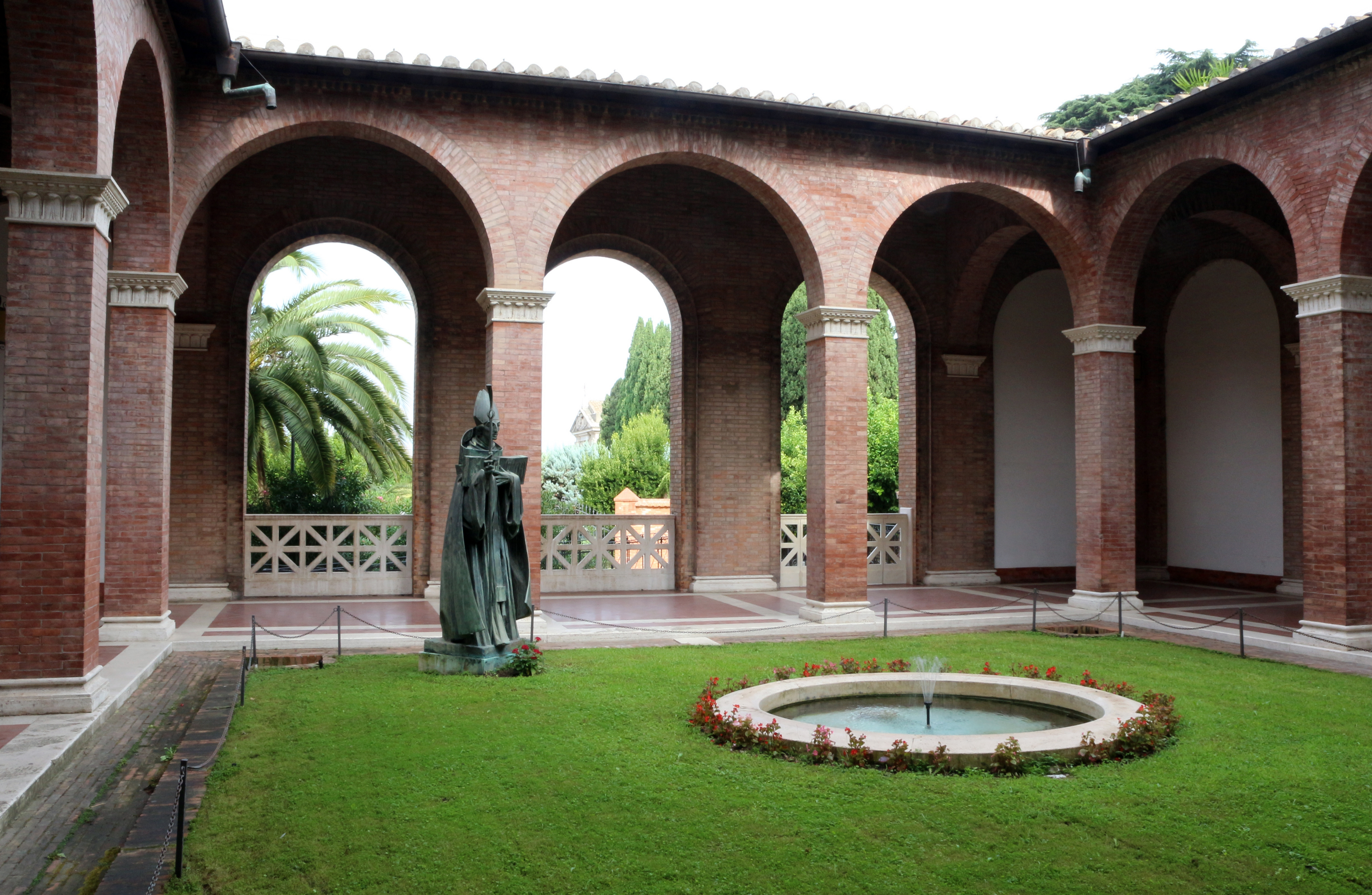
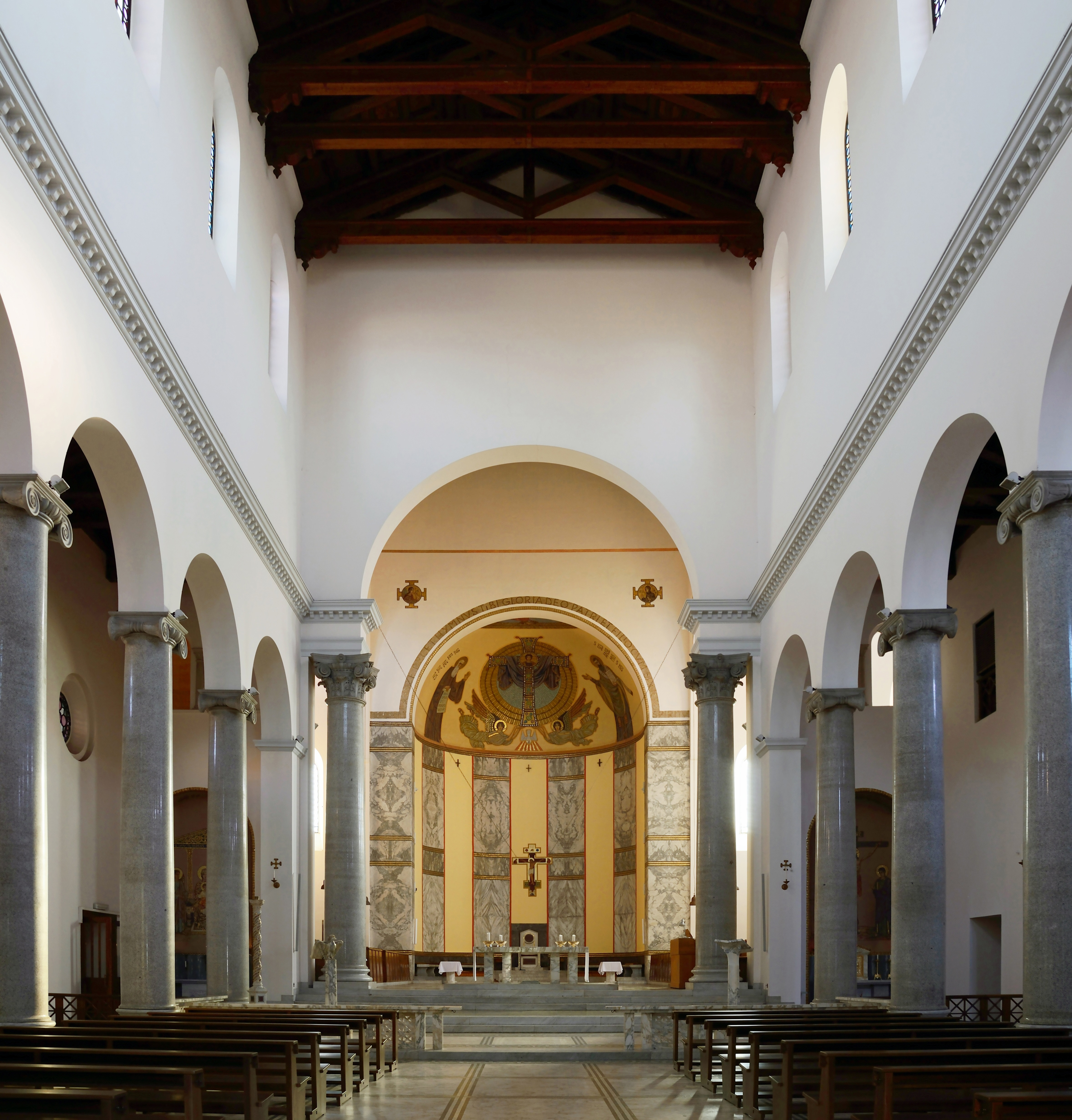
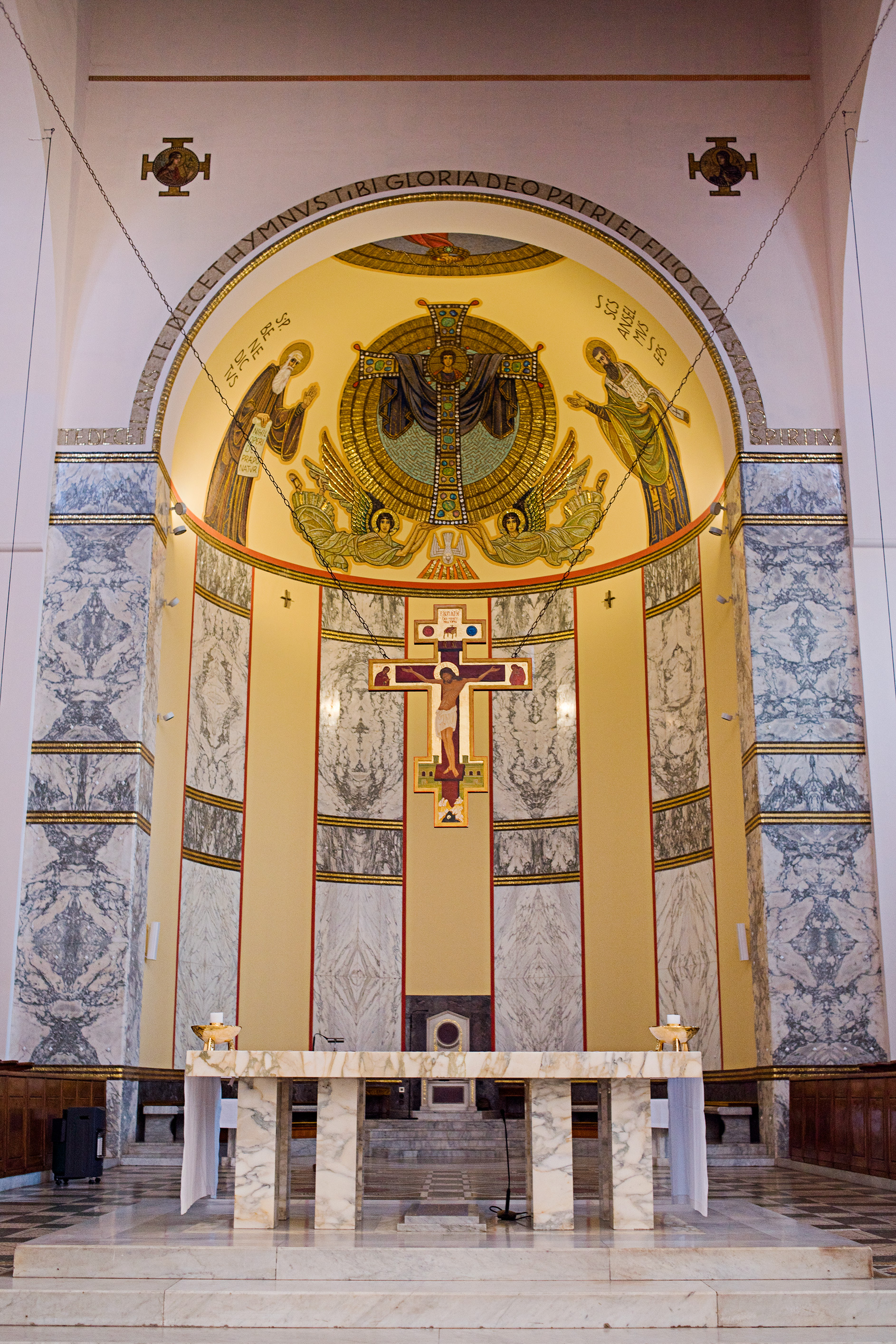
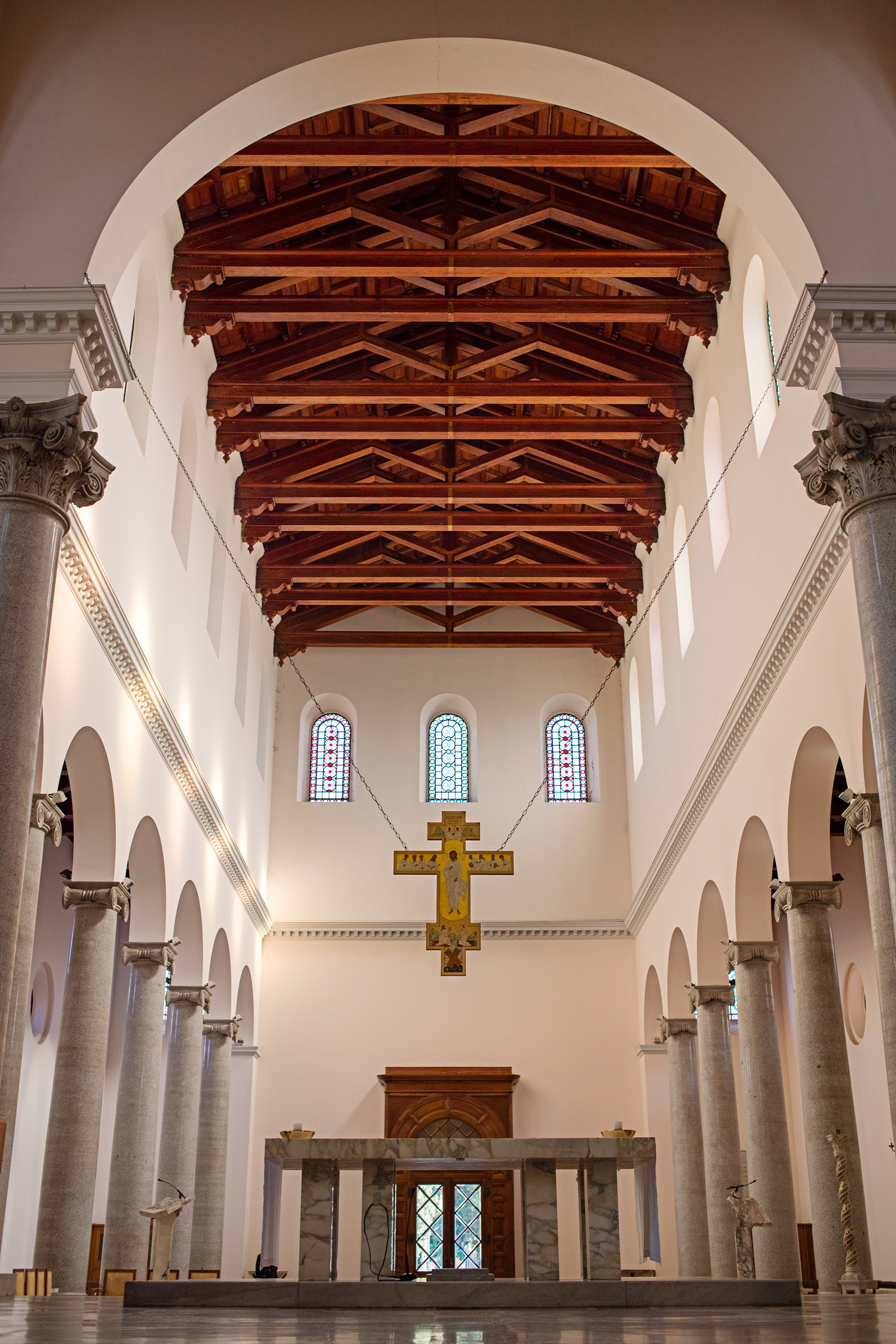
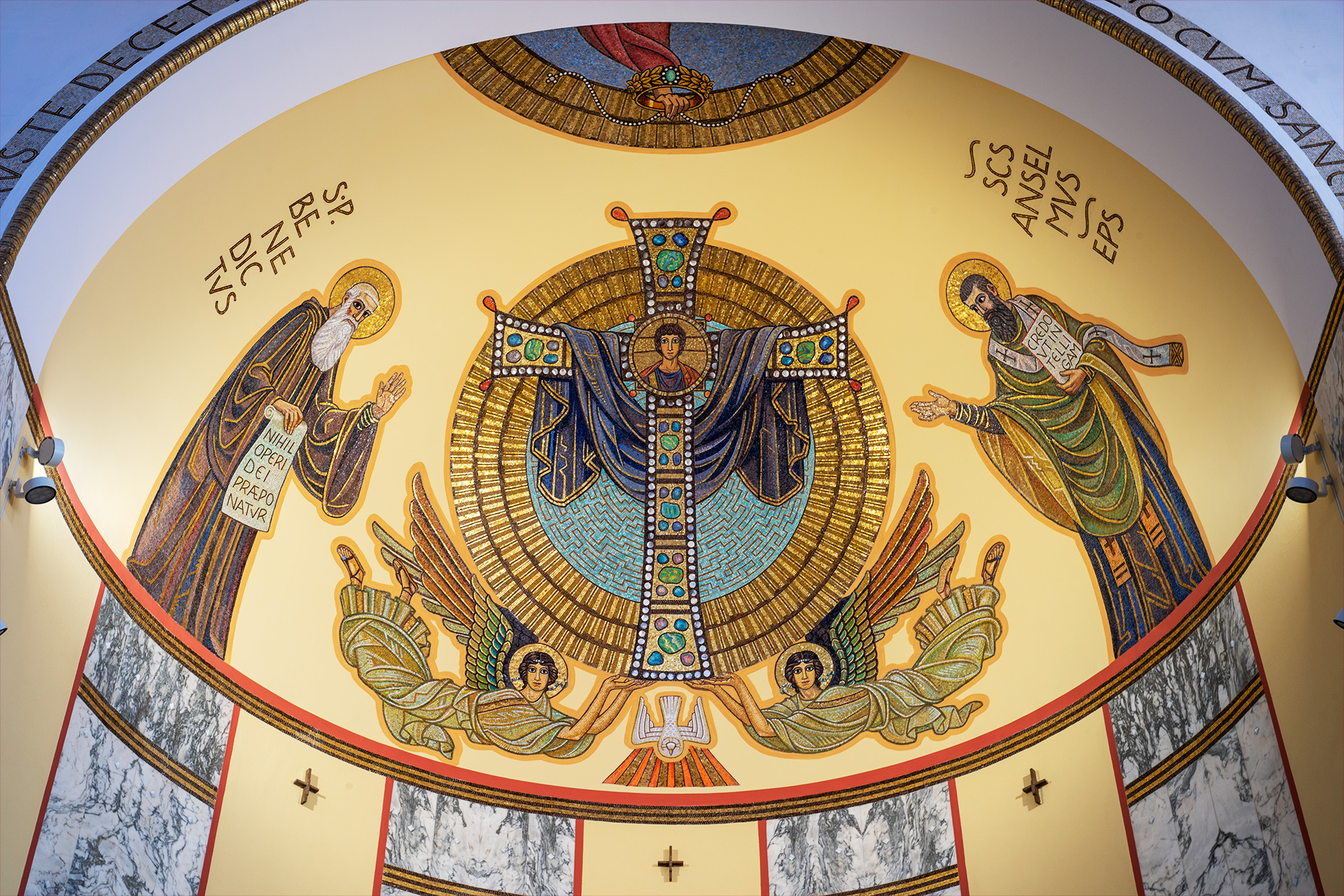
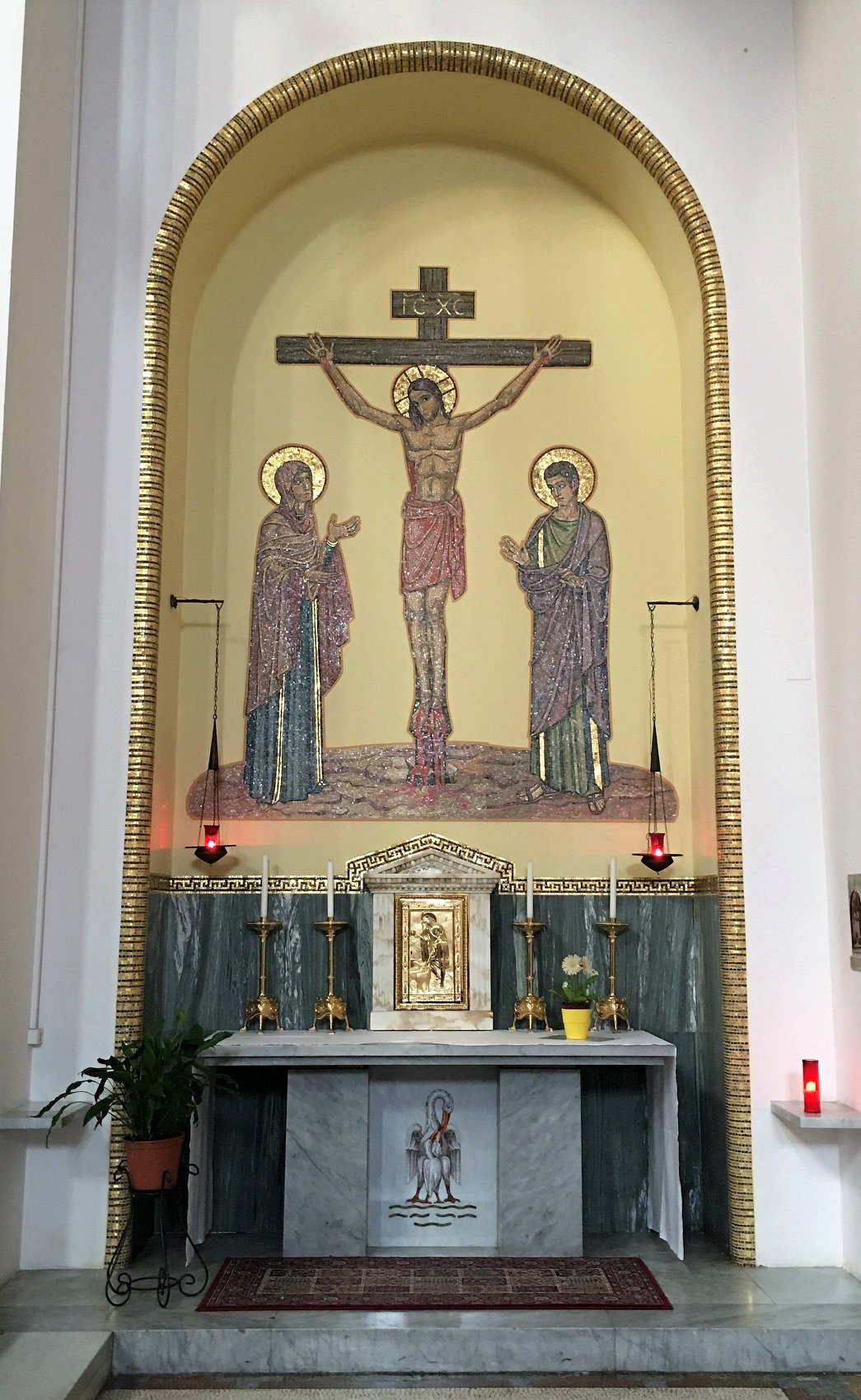
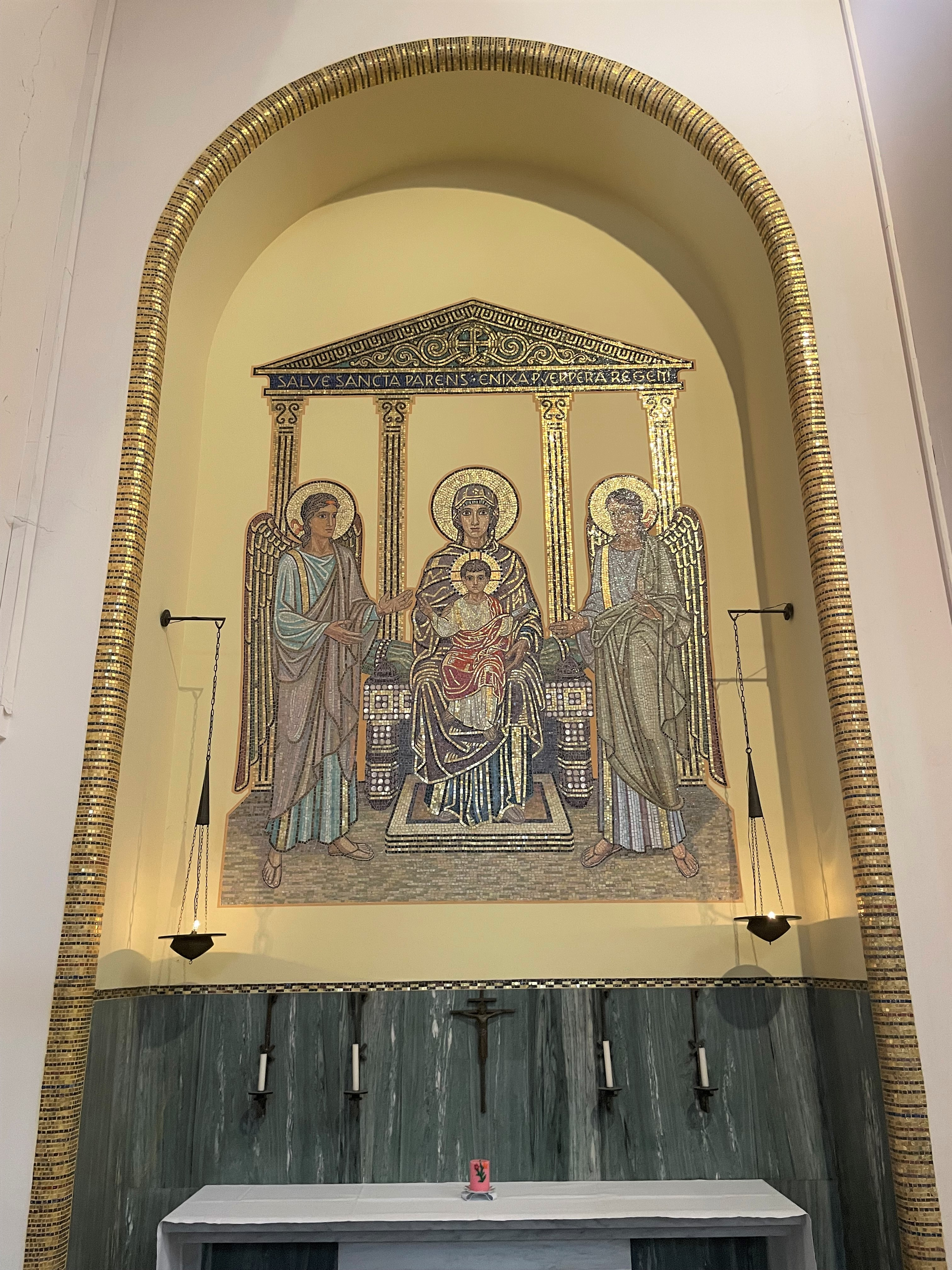
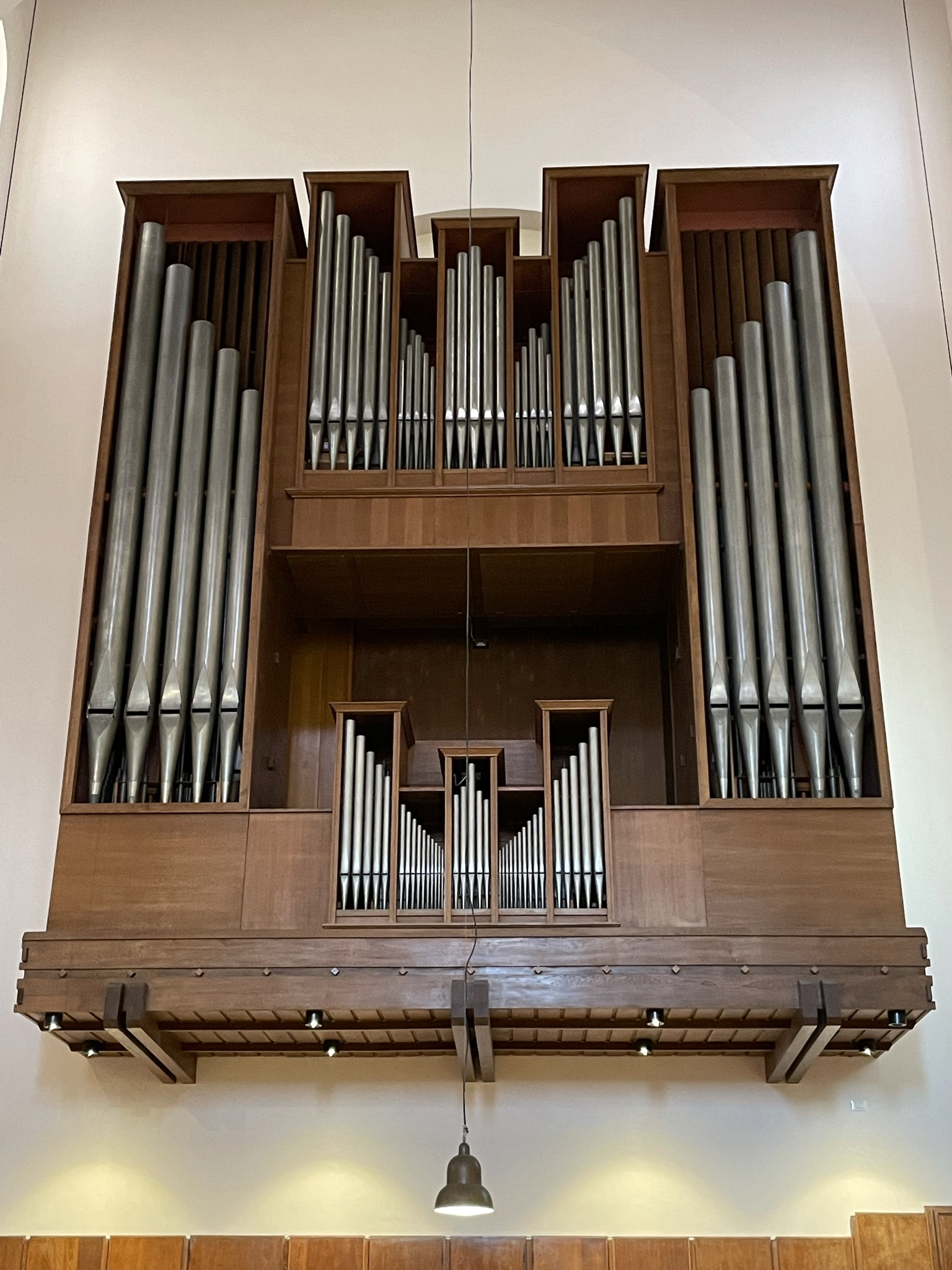
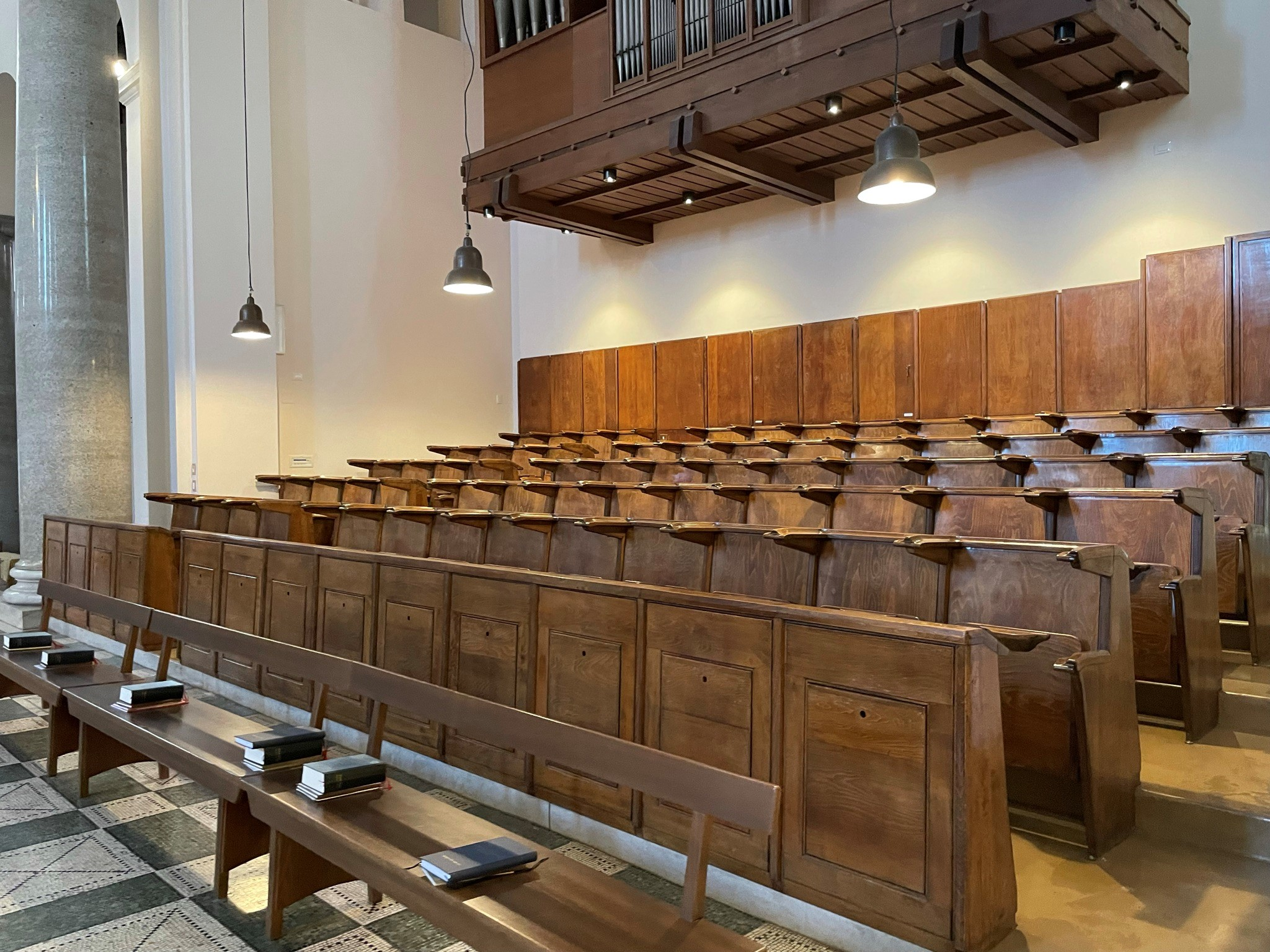
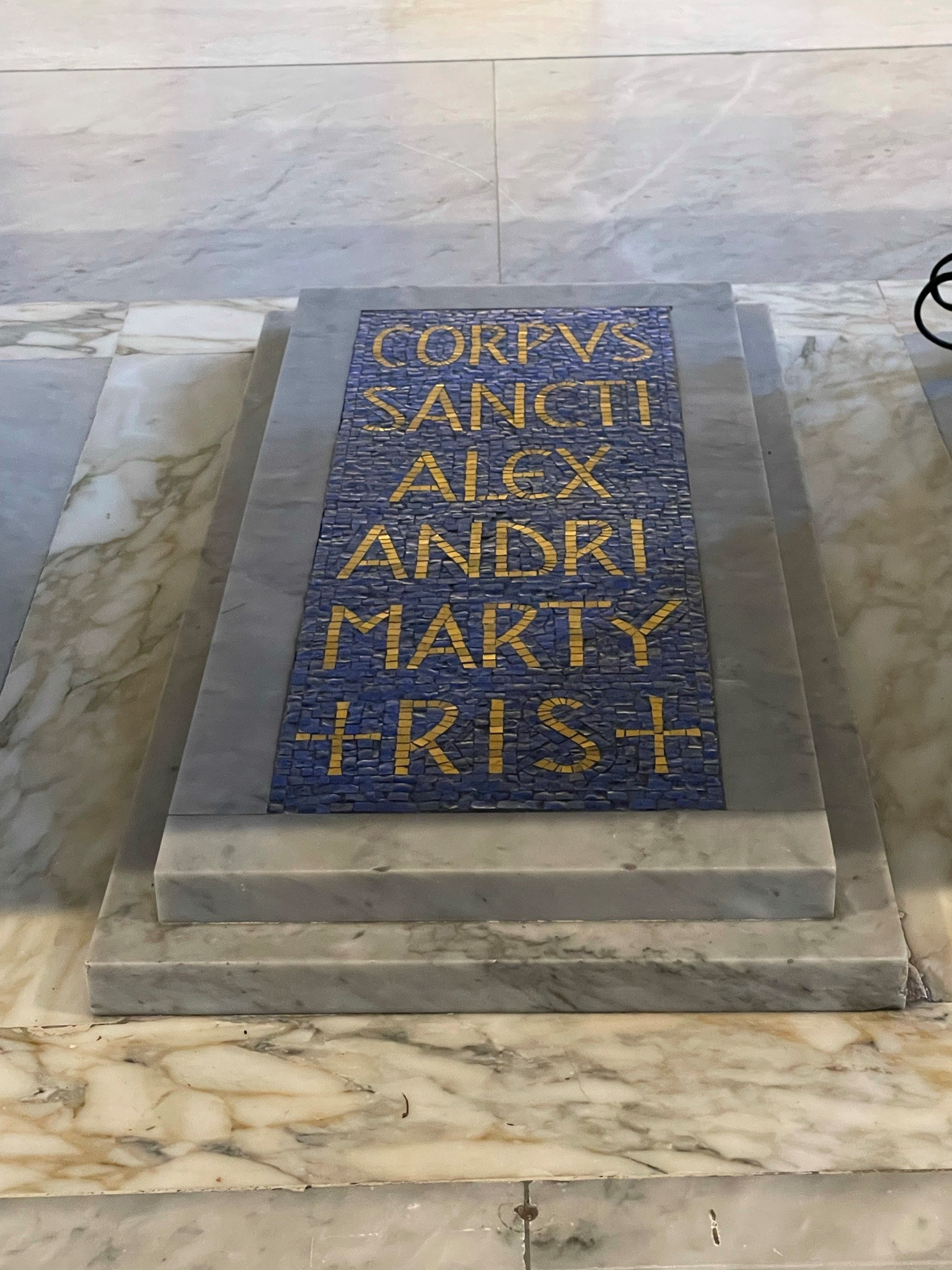